# 曼努埃爾·奎松
曼努埃爾·路易斯·奎松-莫利那（Manuel Luis Quezon y Molina，1878年8月19日—1944年8月1日），是美治時期菲律賓出名的領袖，菲律宾第一届民选总统，深受人民支持，被譽為「菲律賓國父」。
在担任总统期间，奎松解决了无地农民的问题。其他主要决定包括重组群岛的军事防御，批准政府重组的建议，促进棉兰老岛的定居和发展，处理外国对菲律宾贸易和商业的扼杀，土地改革提案，以及反对政府内部的贪污和腐败。随着第二次世界大战的爆发和日本入侵的威胁，他在美国建立了一个流亡政府。学者们将奎松的领导层描述为“事实上的独裁统治”并将他描述为“第一个将各级政治整合到权力协同作用的菲律宾政治家”，此前他取消了总统的任期限制，并通过宪法修正案将参议院变成了行政部门的延伸。2015年，国际拉乌尔•瓦伦伯格基金会董事会向松和菲律宾人民颁发了遗后的瓦伦伯格奖章，以表彰他在1937年至1941年为大屠杀受害者伸出援手。贝尼尼奥•阿基诺三世总统和当时94岁的前总统的女儿玛丽亚•泽奈达•奎松-阿凡塞尼亚被告知这一承认。

## 国会生涯
奎松于1907年当选，在菲律宾第一届立法机构期间代表塔亚巴斯第一区参加第一届菲律宾议会（后来成为众议院），在那里他担任多数党领袖和规则和拨款委员会主席。奎松告诉美国。众议院在1914年讨论琼斯法案时表示，他在西班牙政府建立的乡村学校接受了大部分小学教育，作为菲律宾免费公共教育系统的一部分。［16］在任期结束前几个月，他被任命为菲律宾两名驻地专员之一，放弃了他在菲律宾议会的席位。1909年，奎松的目标是获得驻地专员席位，该席位由国家主义者巴勃罗．奥坎波担任。
他以71票中的61票决定性地获胜，而奥坎波获得了4票，而第三名候选人没有获得。
奎松于1909年12月抵达华盛顿特区，并在向普兰公寓楼居住。由于他不精通英语，他聘请了一位导师，并自学了一本西班牙语-英语词典。在美国期间，他在美国朋友中获得了“凯西”的绰号。［11］
从1909年到1916年，他担任了两届驻地专员，他为通过《菲律宾自治法》（琼斯法）进行游说。